# سالروزها
سالروزها نام یک مجموعهٔ تلویزیونی ایرانی به کارگردانی «علیرضا فرجود» و «علی حجازی‌مهر» است که در سال ۱۳۷۳ تولید و از شبکه ۱ سیمای جمهوری اسلامی ایران  پخش گردید.

## خلاصه داستان
این مجموعه تلویزیونی، گوشه‌هایی از زندگیِ بزرگان دین و عرفان را به تصویر می‌کشید.

## بازیگران و عوامل تولید

### بازیگران
- حسن کاخی
- بهمن روزبهانی
- احمد ریحانه
- محرم‌علی زارعی
- مجداللهی

### عوامل تولید
- کارگردان: علیرضا فرجود، علی حجازی‌مهر
- فیلمنامه: جمشید صداقت‌نژاد، هما بهرام، شارمین میمندی‌نژاد
- تصویربردار: عبدالله صریحی
- تدوین: علیرضا فرجود
- موسیقی: انتخابی
- تهیه‌کننده: علی حجازی‌مهر
- فرمت تصویر: ویدئویی
- مدت زمان: ۳۰۰ دقیقه
- محصول: گروه معارف شبکه ۱ سیمای جمهوری اسلامی ایران
- سال تولید: ۱۳۷۳